# Wimahl
Wimahl — рід китоподібних, що належить до родини Kentriodontidae. Він жив у період міоцену. Він містить один вид, Wimahl chinookensis. Назва Wimahl перекладається як «велика річка» місцевою мовою чінук.

## Відкриття
Відомий один екземпляр. Він включає повний череп, деякі хребці та частини обох ласт і позначений як UWBM 88078. Він був знайдений у 2003 році біля північного берега річки Колумбія, у штаті Вашингтон.